# VV DOVO
VV DOVO (Voetbalvereniging Door Ons Vrienden Opgericht) is een Nederlandse amateurvoetbalvereniging uit Veenendaal in de provincie Utrecht. De club is gevestigd op Sportpark Panhuis tegenover de grote rivaal GVVV. De club werd opgericht op 23 april 1933 en heeft als kleuren rood-wit.
De club speelde altijd al op zaterdag en tekende het convenant dat opgesteld was tussen de KNVB en de Belangenvereniging Zaterdagvoetbal (BZV) om te kunnen garanderen dat wedstrijden op zaterdag gespeeld kunnen worden. Het standaardelftal van DOVO voetbalt vanaf het seizoen 2017/18 in de Derde divisie, nadat het in seizoen 2016/17 promoveerde vanuit de Hoofdklasse.
DOVO speelde sinds de invoering van de hoogste klasse van het amateurvoetbal tot het seizoen 2005/06 op dat hoogste niveau. In 2006 degradeerde de club via de nacompetitie naar de eerste klasse D, waarin de club het jaar erop kampioen werd. Hierdoor speelde DOVO vanaf het seizoen 2007/08 weer op het hoogste niveau. In het seizoen 2009/10 degradeerde de club opnieuw naar de eerste klasse. In dat seizoen werd ook de Topklasse geïntroduceerd waardoor de club sinds lange tijd slechts op het derde amateurniveau speelde.

## Erelijst
- 1936: Afdelingskampioen  UPVB
- 1937: Afdelingskampioen UPVB
- 1938: Afdelingskampioen UPVB en Algemeen Kampioen UPVB
- 1948: Afdelingskampioen van de UPVB, Algemeen Kampioen van de UPVB en promotie naar de KNVB
- 1949: Kampioen 4e Klasse Oost KNVB
- 1950: Promotie naar 3e Klasse Oost KNVB
- 1958: Kampioen 3e Klasse Oost KNVB
- 1960: Kampioen 3e Klasse Oost KNVB en Winnaar KNVB Beker
- 1961: Promotie naar 2e Klasse KNVB (nieuw ingesteld)
- 1967: Kampioen 2e Klasse C KNVB
- 1970: Promotie naar de 1e Klasse KNVB (nieuw ingesteld)
- 1975: Kampioen 1e Klasse B KNVB
- 1977: Kampioen 1e Klasse A KNVB
- 1979: Kampioen 1e Klasse A KNVB Alg. Kampioen Zaterdagamateurs
- 1980: Finalist KNVB Beker
- 1989: Kampioen 1e Klasse B KNVB
- 1991: Kampioen 1e Klasse C KNVB
- 1994: Kampioen 1e Klasse B KNVB
- 1999: Kampioen Hoofdklasse B
- 2004: Kampioen Hoofdklasse B
- 2007: Kampioen 1e klasse D en promotie naar de Hoofdklasse
- 2009: Winnaar KNVB districtsbeker West-I
- 2010: Winnaar KNVB districtsbeker West-I
- 2011: Kampioen 1e klasse A en promotie naar de Hoofdklasse

## Competitieresultaten 1949–heden
| 1 4A |

| 3 4A |

| 4 |

| 3 |

| 8 |

| 6 |

| 5 |

| 6 |

| 3 |

| 1 3A |

| 2 3A |

| 1 3A |

| 6 |

| 2 |

| 3 2A |

| 8 2A |

| 5 2B |

| 4 2B |

| 1 2C |

| 2 2C |

| 4 2C |

| 2 1D |

| 2 1B |

| 4 1A |

| 6 1B |

| 7 1A |

| 1 1B |

| 4 1A |

| 1 1A |

| 3 1B |

| 1 1A |

| 3 1A |

| 4 1B |

| 2 1A |

| 4 1B |

| 2 1C |

| 5 1B |

| 7 1B |

| 4 1B |

| 2 1C |

| 1 1B |

| 10 1A |

| 1 1C |

| 2 1B |

| 5 1A |

| 1 1B |

| 6 1B |

| 2 1B |

| 7 B |

| 7 B |

| 1 B |

| 10 B |

| 7 B |

| 9 B |

| 11 B |

| 1 B |

| 8 A |

| 12 B |

| 1 1D |

| 7 B |

| 12 B |

| 13 B |

| 1 1A |

| 9 A |

| 2 A |

| 11 A |

| 3 A |

| 3 A |

| 2 B |

| 9 |

| 11 |

| -- |

| -- |

| 13 |

| 10 |

| 7 A |

2019/20: Dit seizoen werd na 23 speelrondes stopgezet vanwege de coronapandemie. Er werd voor dit seizoen geen eindstand vastgesteld.
2020/21: Dit seizoen werd na 6 speelrondes stopgezet vanwege de coronapandemie. Er werd voor dit seizoen geen eindstand vastgesteld.
| Derde Divisie Topklasse | Hoofdklasse | Eerste klasse | Tweede klasse | Derde klasse | Vierde klasse |

In elke staaf van de grafiek staat van boven naar beneden vermeld: 
- Eindnotering

Dit is de positie die de club heeft bereikt in de competitie, zonder eventuele beslissings-, play-off- of nacompetitiewedstrijden die nodig zijn geweest om bijvoorbeeld de kampioen van de competitie te bepalen.
Indien een * achter het getal staat is de notering een tussenstand en kan het zijn dat de notering niet overeenkomt met de uiteindelijke eindstand van de competitie.
Staat er een - dan is het seizoen nog bezig en is er geen definitieve uitslag bekend.
Staat er xx op de positie van de notering, dan heeft de club vroegtijdig de competitie verlaten. Dit kan onder andere komen door terugtrekking van het team, faillissement van de club of door een uitgedeelde straf van de KNVB. In veel gevallen staat elders in het artikel de reden vermeld.
Staat er een ? dan is het resultaat uit het verleden onbekend, en is alleen de competitie of het niveau bekend van dat seizoen.
In de seizoenen 2019/20 en 2020/21 werd wegens de coronacrisis het amateurvoetbal afgebroken. Daardoor kennen deze staven geen eindklassering (middels -- weergegeven).
- Competitieniveau en afdelingsletter of Officiële eindstand Eredivisie
  - Competitieniveau en afdelingsletter

Hierbij geeft het getal het niveau weer, dat ook terug te vinden is in de legenda. De letter is de afdelingsaanduiding en wordt gebruikt wanneer er meer afdelingen zijn op hetzelfde niveau. De afdelingsletter is altijd een hoofdletter en wordt meestal zonder nummer gebruikt.
Voorbeeld: 2F is niveau 2e klasse competitie F.
Het competitieniveau en nummer wordt niet vermeld wanneer er slechts één competitie van dit niveau was.
  - Officiële eindstand Eredivisie (getal staat tussen haakjes vermeld)

Sinds de introductie van play-offwedstrijden voor Europees voetbal na afloop van de reguliere competitie in 2005/06, is de KNVB verplicht een eindstand van de Eredivisie door te geven aan de UEFA aan de hand van deze play-offwedstrijden.
Bij deze eindstand staan clubs die zich hebben gekwalificeerd voor Europees voetbal hoger dan clubs die zich niet wisten te kwalificeren. Indien er geen verschil was tussen de eindnotering en de officiële eindstand, staat dit getal niet vermeld.

- Onderafdeling

Hier staat afgekort de naam van de onderafdeling indien de club in dat jaar in een onderafdeling uitkwam. Tevens staat deze afkorting in de legenda en wordt gelinkt naar het artikel over deze onderafdeling. Deze afkorting wordt alleen vermeld wanneer de club in het verleden in verschillende onderafdelingen heeft gespeeld. Deze vermelding is in de staaf altijd in kleine letters. Deze onderafdelingen zijn na het seizoen 1995/96 afgeschaft. Heeft de club in slechts één onderafdeling gespeeld, dan is dit alleen terug te vinden in de legenda.
Onder de staaf staat het jaartal vermeld waarin het seizoen is afgesloten. 15 verwijst naar het seizoen 2014/15 of eventueel het seizoen 1914/15.
Wanneer een staaf leeg is, zijn deze gegevens niet bekend. Het kan ook zijn dat de club dat seizoen niet heeft meegespeeld op het hogere amateurniveau, vroegtijdig de competitie heeft verlaten of uit de competitie is gezet.

In het seizoen 1944/45 was er wegens de Tweede Wereldoorlog geen regulier competitievoetbal.

## DOVO in de KNVB Beker
Dit schema laat de resultaten zien van DOVO tegen profclubs in de KNVB Beker.
| Seizoen | Ronde    | Wedstrijd              | Uitslag        |
| ------- | -------- | ---------------------- | -------------- |
| 1975/76 | 1e ronde | SC Amersfoort – DOVO   | 2-2 (3-4 n.s.) |
| 1977/78 | 2e ronde | DOVO – BV Veendam      | 0-3            |
| 1979/80 | 2e ronde | DOVO – PEC Zwolle      | 1-4            |
| 1982/83 | 1e ronde | DOVO – Helmond Sport   | 2-3            |
| 1983/84 | 1e ronde | DOVO – Fortuna Sittard | 2-4            |
| 1984/85 | 1e ronde | DOVO – AFC Ajax        | 0-5            |
| 1987/88 | 1e ronde | DOVO – FC Twente       | 0-7            |
| 1988/89 | 1e ronde | DOVO – VVV             | 3-5            |
| 1989/90 | 1e ronde | DOVO – Go Ahead Eagles | 1-1 (1-2 n.s.) |
| 1991/92 | 1e ronde | BV Veendam – DOVO      | 3-1            |
| 1992/93 | 2e ronde | DOVO – AZ Alkmaar      | 0-3            |
| 1994/95 | Groep 4  | DOVO – Go Ahead Eagles | 1-7            |
| 1994/95 | Groep 4  | DOVO – FC Zwolle       | 1-2            |
| 1996/97 | Groep 4  | DOVO – FC Zwolle       | 3-2            |
| 1996/97 | Groep 4  | Vitesse – DOVO         | 8-0            |
| 1999/00 | Groep 18 | DOVO – VVV             | 2-2            |
| 1999/00 | Groep 18 | Helmond Sport – DOVO   | 5-1            |
| 2001/02 | Groep 8  | DOVO – Willem II       | 0-3            |
| 2001/02 | 2e ronde | RBC Roosendaal – DOVO  | 3-0            |
| 2015/16 | 1e ronde | DOVO – Willem II       | 0-3            |
| 2024/25 | 1e ronde | DOVO – FC Volendam     | 1-5            |

## Clublied
De tekst van het VV DOVO lied wordt gezongen op de melodie van Het bronsgroen eikenhout
DOVO op het voetbalveld

wordt niet licht geteld.

Maar als het dan een wedstrijd speelt

wordt het spel verdeeld.

Iedere speler speelt z'n spel

sierlijk en toch snel.

Blijf niet van verre staan,

sluit bij DOVO aan.

Blijf niet van verre staan,

sluit bij DOVO aan.

Als de arbeid is voldaan,

breekt het sportuur aan.

Dan gaat men op 't groene veld,

het bruine monster na.

zie de vreugd van jong en oud,

wie van voetbal houd.

Blijf toch niet achter staan,

sluit bij DOVO aan.

Blijf toch niet achter staan,

sluit bij DOVO aan.

## Bekende (oud-)spelers
- Noah Abid
- Sabir Achefay
- Frans Adelaar
- Taoufik Ameziane
- Menno van Appelen
- Hans van Arum
- Elroy Asmus
- Oussama El Azzouzi
- Roy Bakkenes
- Jordi Balk
- Richard Beekink
- Barry Beijer
- Marley Berkvens
- Brayton Biekman
- Michel Boerebach
- Lydia Borg
- Barry Ditewig
- Jan Gaasbeek
- Ronald Spelbos
- Herman Veenendaal
- Vito Wormgoor

## Bekende (oud-)trainers
- Gert Kruys
- Peter Boeve
- Jan de Bouter
- Hans Kraay jr.
- Henny Lee
- Rob McDonald
- Jan Rab
- Ton Verkerk
- Koos Waslander (interim)

Op 26 april 1997 was Jan Rab naast trainer van VV DOVO ook bondscoach van het Nederlands Elftal. Hij verving de zieke Guus Hiddink.